# Cinque Terre
Cinque Terre é um acidentado trecho de terra, na Itália, na costa da Riviera Ligure. Fica situado entre Punta Mesco (próximo a Levanto) e o cabo de Montenero (próximo a Portovenere) e compreende as comunas de Monterosso, Vernazza, Riomaggiore com os distritos de Corniglia e Manarola. Constituem uma das principais atrações turísticas da Riviera Ligure.
Estas localidades, que junto com Porto Venere e as ilhas de Palmaria, ilha de Tino e Tinetto foram declaradas em 1997 Patrimônio da Humanidade pela UNESCO, são caracterizadas pelo relevo montanhoso próximo ao mar. Típicos desta zona são os terraços devidos à particular técnica agrícola usada para usufruir tanto quanto possível os terrenos com grande inclinação.

## O Parque
Em 1999 foi instituído o Parque Nacional de Cinque Terre cujo território se estende da zona de Tramonti, na comuna de la Spezia, à comuna de Monterosso. O parque tem a particularidade de ser o único na Itália em ambiente trabalhado pelo homem. Um de seus objetivos é, de fato, proteger os terraços e os muros que o contêm.
Próximo à costa foi instituída a Área Marinha Natural Protegida de Cinque Terre, compreendida entre a Punta Mesco e o Cabo de Montenero, classificados como "zona A". A reserva tem o objetivo de proteger flora e fauna que, dada a conformação rochosa da costa, apresentam, já a baixa profundidade, particularidades não comuns no resto do mar Mediterrâneo.

## Acesso e percurso

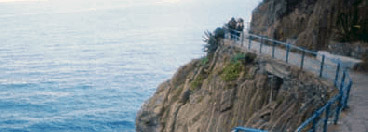
A estrada do amor.

Dada a localização pouco dotada de infraestrutura de estradas, o acesso mais fácil é por ferrovia. Todas as cinco localidades, dispostas sobre a linha ferroviária Gênova-La Spezia, têm uma estação.
Atração interessante é a estrada do amor (via dell'amore) que com sua história é ligada à ferrovia Gênova–La Spezia. A estrada era usada no início de 1900 para depositar o pó de disparo utilizado na construção da galeria ferroviária entre Riomaggiore e Manarola.
O melhor modo de visitar Cinque Terre é a pé percorrendo o assim chamado "sentido Azzurro" (cerca de cinco horas).

## Comunas que constituem Cinque Terre
De oeste a leste:
- Monterosso al Mare
- Vernazza, com o distrito de Corniglia
- Riomaggiore, com o distrito de Manarola

### Outras comunas próximas das Cinque Terre
- Bonassola
- Levanto

## Vinho
O vinho, produto mais conhecido de Cinque Terre, é representado pelo sciacchetrà e pelo bianco 5 Terre.
Sciacchetrà
Âmbar amarelo, brilhante e denso, com reflexos de topázio intrigantes. Apresenta-se ao nariz como muito intenso, com uma persistência longa e envolvente em que são detectados os aromas distintos de laranja cristalizada, figo seco, damasco seco e avelã. Ele oferece uma estrutura muito complexa ao paladar, com notas doces óbvias apropriadamente equilibradas por um fresco agradável tang e um acabamento duradouro, resultado de uma cuidada selecção de uvas deixadas para secar naturalmente por cerca de dois meses em treliças. A fermentação acontece com maceração parcial sobre as peles, seguida de envelhecimento em aço durante cerca de 16 meses.

## Cozinha
Pode-se degustar os pratos típicos da Cozinha ligure, o doce de limão e o melhor pesto genovês.

## Galeria

Cinque Terre
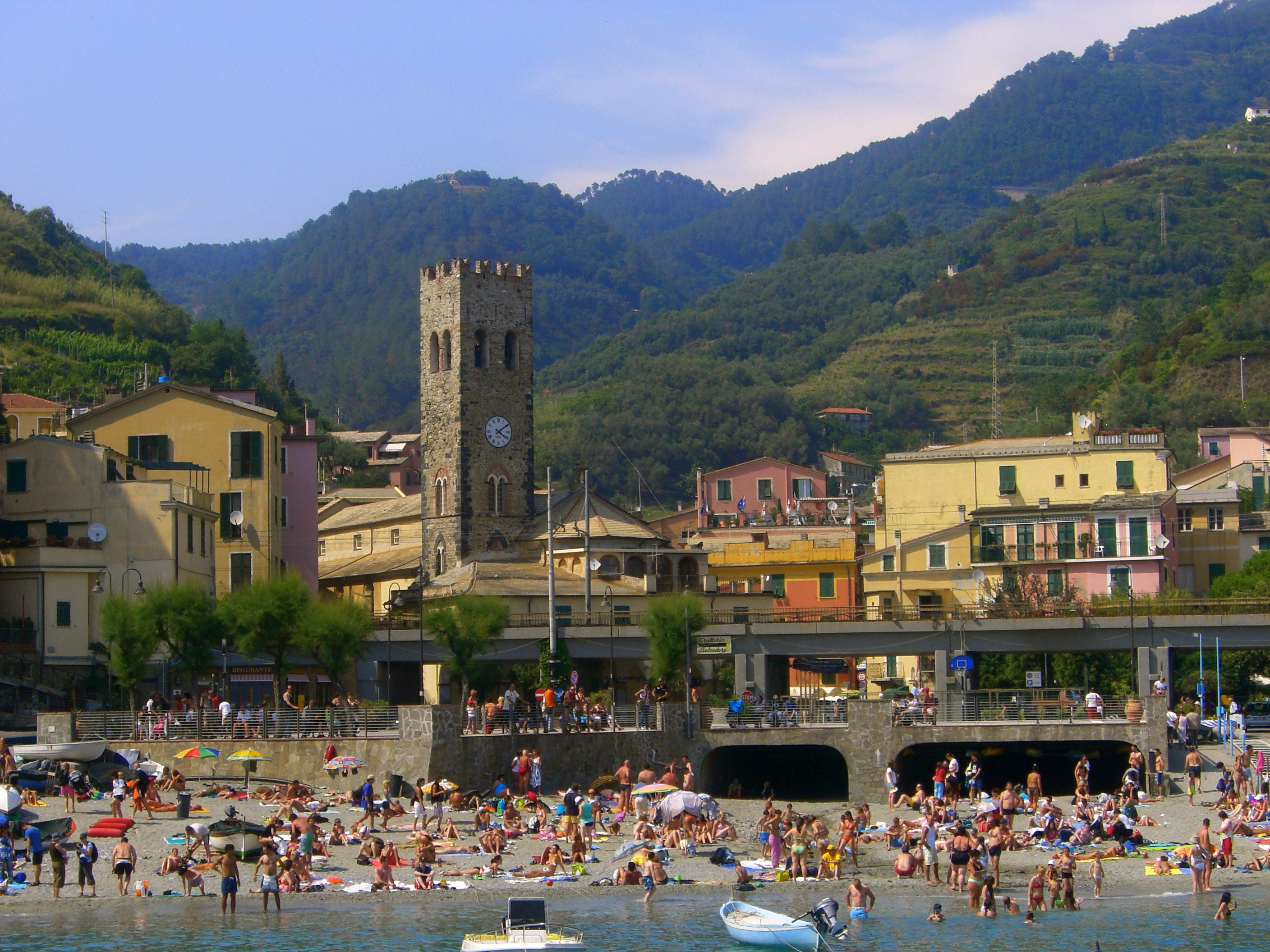
Monterosso al Mare
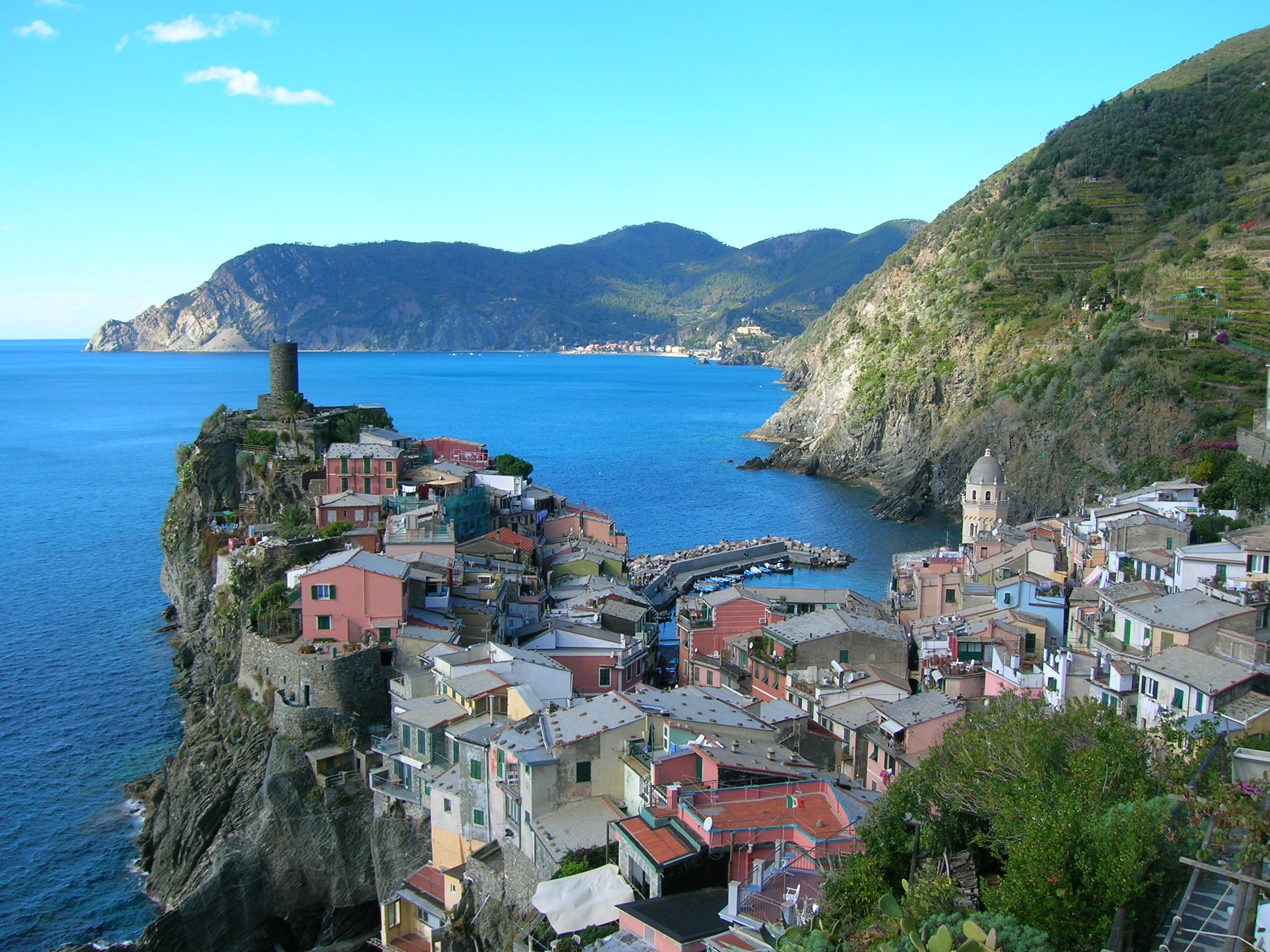
Vernazza
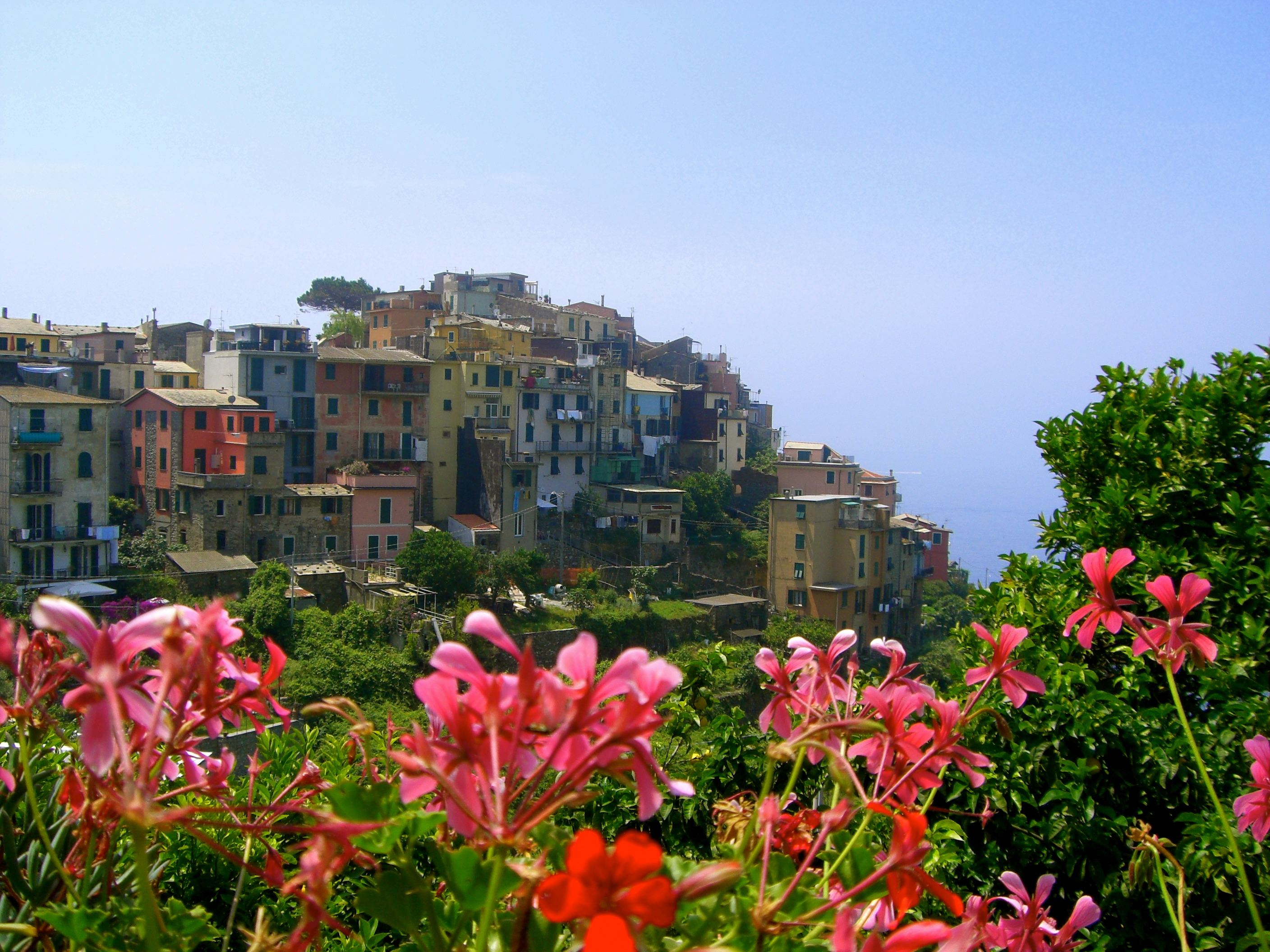
Corniglia
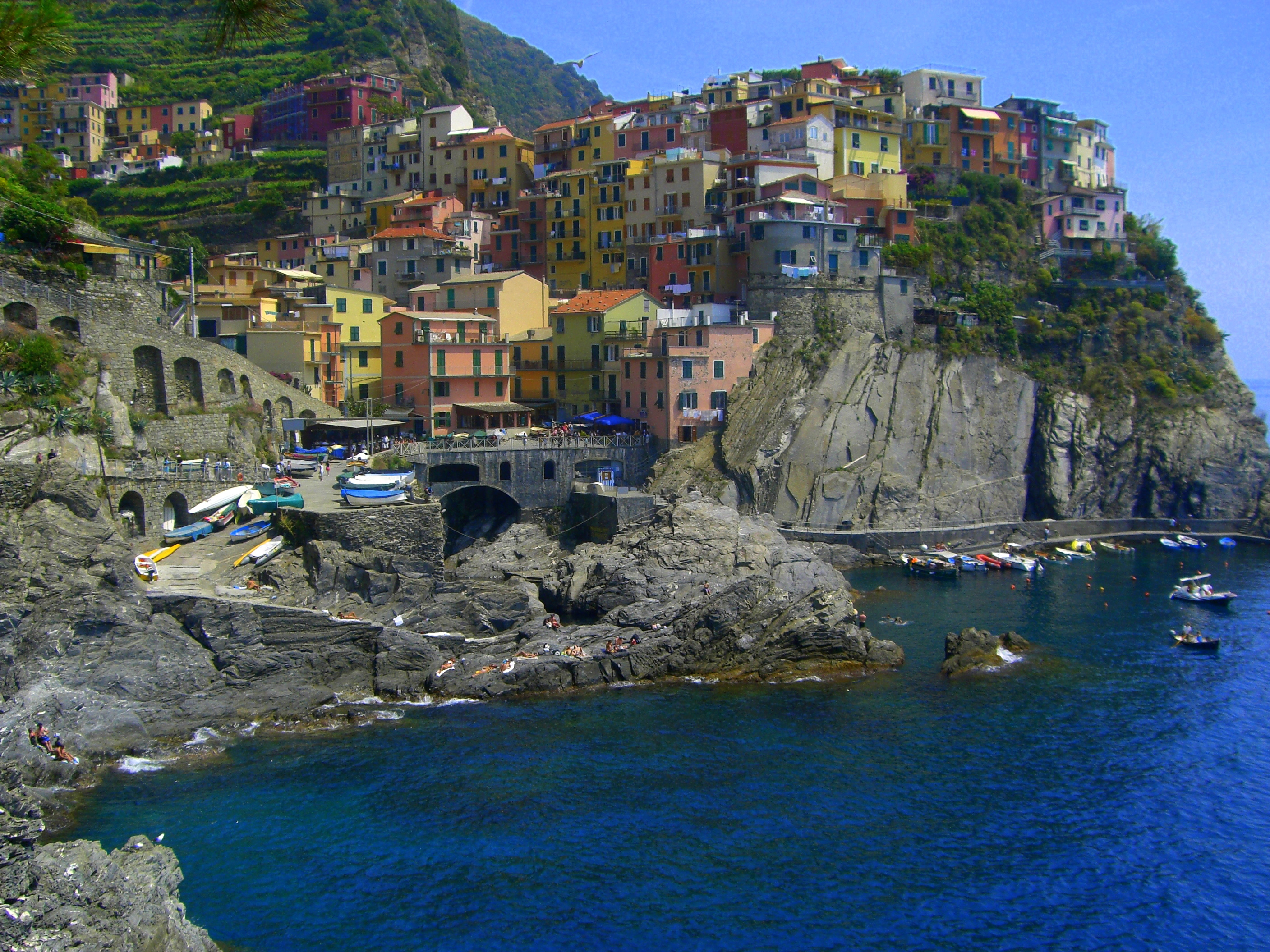
Manarola
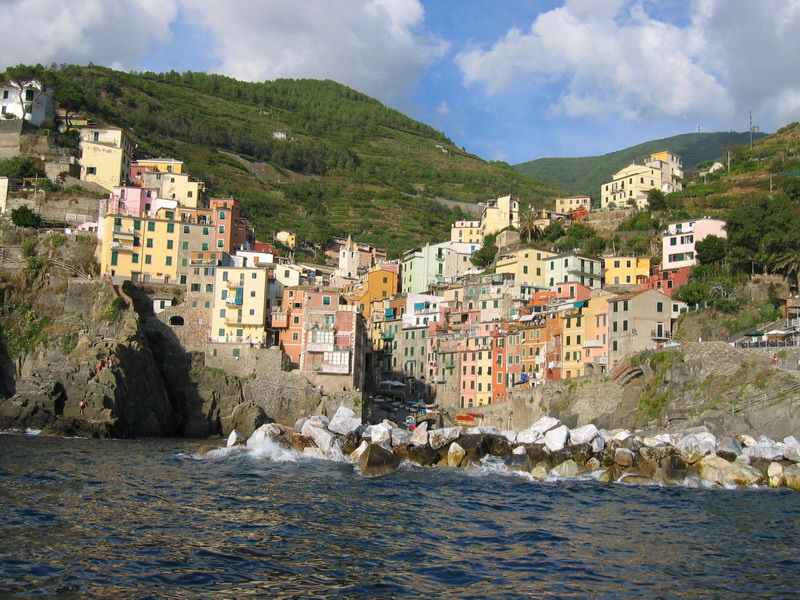
Riomaggiore